# Ali Gomaa

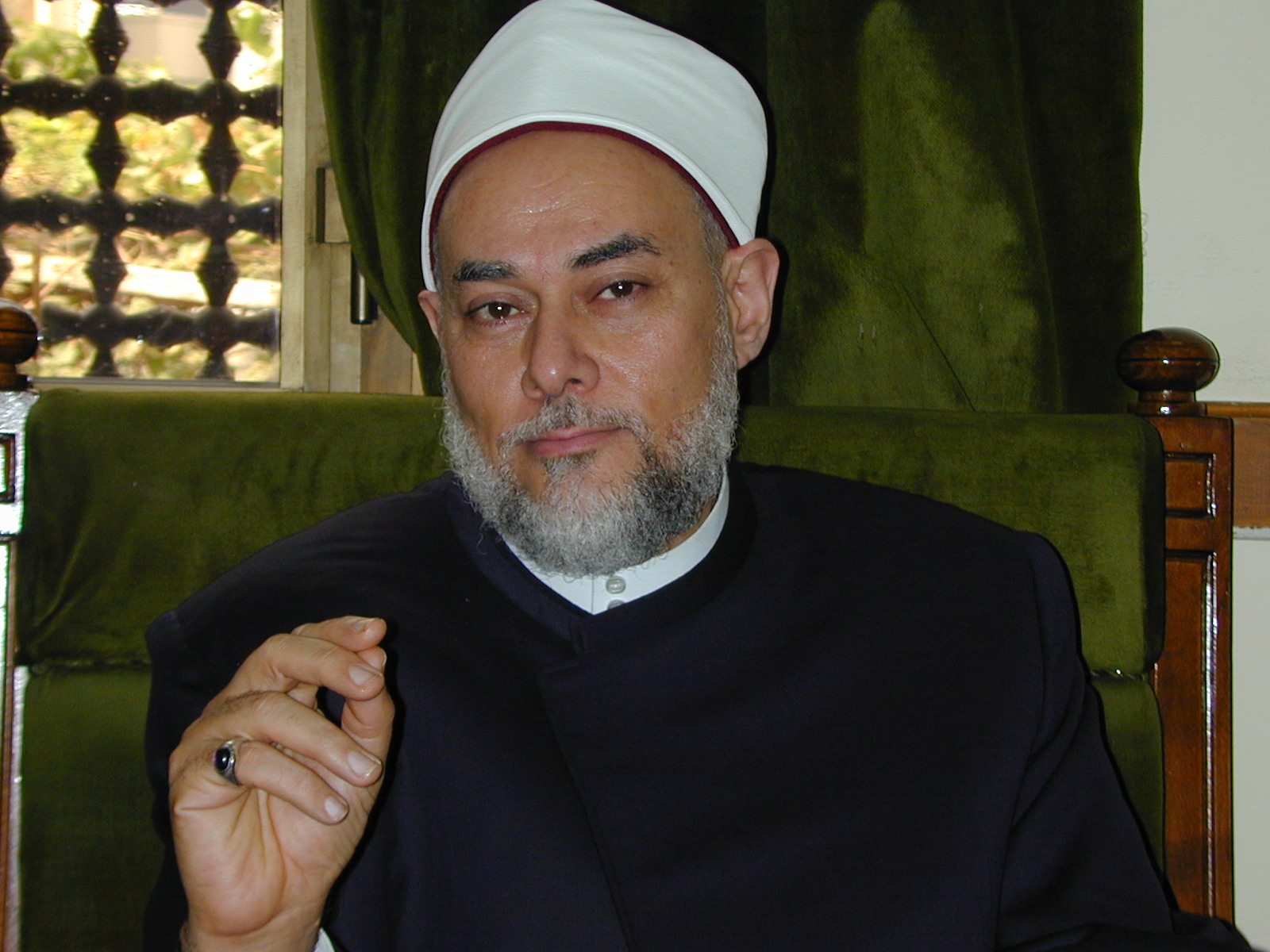
Ali Gomaa, Gran muftí de Egipto entre 2003 y 2013.

El jeque Ali Goma'a (árabe:علي جمعة ‘Alī Jum‘ah) fue el gran muftí de Egipto entre 2003 y 2013. 
Egresado de la prestigiosa universidad de al-Azhar, es considerado "uno de los más respetados juristas en el mundo islámico sunita," y se lo describe como "un paladín del Islam moderado," la igualdad de género (se destaca por haber prohibido la mutilación genital femenina) y también un "objeto de odio entre los islamistas."  Se especializa en la ciencia de los fundamentos de la ley islámica, Usul al-fiqh. Es seguidor de la escuela de jurisprudencia islámica Shafi'i.

## Obras originales
1. ‘Alaqah Usul al-Fiqh bil al-Falsafah
2. Aliyat al-Ijtihad
3. Athr Dhihab al-Mahal fi al-Hukm
4. al-Bayan
5. al-Hukm al-Shar’i
6. al-Ijma’ ‘ind al-Usuliyyin
7. al-Imam al-Shafi’i wa Madrasatuhu al-Fiqhiyyah
8. al-Imam al-Bukhari
9. al-Kalim al-Tayyib vol. 1
10. al-Kalim al-Tayyib vol. 2
11. Mabahith al-Amr ‘ind al-Usuliyyin
12. al-Madkhal ila Darasah al-Madhahib al-Fiqhiyyah
13. al-Mar’ah fi al-Hadarah al-Islamiyyah
14. al-Mustalah al-Usuli wa al-Tatbiq ‘ala Tarif al-Qiyas
15. al-Nadhariyyat al-Usuliyyah wa Madkhal li Darasah ‘Ilm al-Usul
16. al-Naskh ‘ind al-Usuliyyin
17. Qadiyah Tajdid Usul al-Fiqh
18. al-Qiyas ‘ind al-Usuliyyin
19. al-Ru’yah wa Hujiyyatiha al-Usuliyyah
20. Simat al-Asr
21. Taqyid al-Mubah
22. al-Tariq ila al-Turath al-Islami

## Maestros
Sus maestros fueron, en orden alfabético:
1. ‘Abd al-Hafidh al-Tijani
2. ‘Abd al-Hakim ‘Abd al-Latif
3. ‘Abd al-Hamid Mayhub
4. Ahmad Jabir al-Yamani
5. ‘Abd al-Jalil al-Qaranshawi
6. Ahmad Hammadah al-Shafi’i
7. Ahmad Mursi
8. ‘Ali Ahmad Mar’i
9. Hasan Ahmad Mar’i
10. al-Husayni Yusuf al-Shaykh
11. Ibrahim Abu al-Khashab
12. ‘Iwad Allah al-Hijazi
13. ‘Iwad al-Zabidi
14. Ismail Sadiq al-’Adwi
15. Ismail al-Zayn al-Yamani
16. Jad al-Haqq ‘Ali Jad al-Haqq
17. Jad al-Rabb Ramadan
18. Muhammad Abu Nur Zuhayr
19. Muhammad ‘Alawi al-Maliki
20. Muhammad Ismail al-Hamadani
21. Muhammad Mahmud Farghali
22. Muhammad Shams al-Din al-Mantiqi
23. Muhammad Zaki Ibrahin
24. Sha’ban Muhammad Ismail
25. Said ‘Abd Allah al-Lajhi
26. al-Sayiid Salih ‘Iwad
27. Salih al-Ja’fari
28. Yasin al-Fidani